# Paolo De Ioanna
Paolo De Ioanna (Lucera, 30 novembre 1944 – Roma, 27 agosto 2018) è stato un funzionario italiano.

## Biografia
Appassionato di sport, ha svolto anche attività agonistica, dilettantistica e semi professionistica, di calciatore, militando nella Salernitana, nel Parma e nella Reggiana tra gli anni 1958 e 1966. 
Dopo la laurea in giurisprudenza a Parma, vinse alcuni concorsi pubblici, prima al Ministero della pubblica istruzione e nel 1974 al Senato, dove resse per molti anni la segreteria della Commissione bilancio, concludendo la carriera come direttore prima del Servizio del bilancio (1989-1996) e poi della biblioteca (2000-2001): di lui si è detto che «apparteneva a quella lunga e importante tradizione dei consiglieri parlamentari "prestati" alle altre amministrazioni dello Stato».
È stato infatti capo gabinetto dei Ministri del tesoro Ciampi (1996-1998) e dell'economia e delle finanze Padoa Schioppa (2006-2008); consigliere di Stato; segretario generale della Presidenza del Consiglio dei Ministri (D'Alema 1 e 2: 1998-2000); presidente dell'Organismo indipendente di valutazione del MEF (maggio 2015-maggio 2018).
De Ioanna ha svolto l'attività di docente al Master di Management Politico de Il Sole 24 Ore e editorialista de la Repubblica.

## Opere
- La decisione di bilancio in Italia: una riflessione su istituzioni e procedure, Il Mulino, 2008.
- A nostre spese. Crescere di più tagliando meglio, Castelvecchi, 2013.
- Franco Bassanini e Andrea Manzella (a cura di), La decisione di bilancio, un cantiere che si riapre, in Per far funzionare il bicameralismo, Passigli, 2017.